# Théorie de l'avare cognitif
En psychologie, l'esprit humain est considéré comme un « avare cognitif » en raison de sa tendance à réfléchir et à résoudre des problèmes de manière simple et peu coûteuse en effort, plutôt que de manière sophistiquée et exigeante, quelle que soit l'intelligence. Tout comme un avare cherche à éviter de dépenser son argent, l'esprit humain cherche souvent à économiser ses efforts cognitifs. La théorie de l'avare cognitif est une théorie générale de la cognition qui regroupe des recherches antérieures sur les heuristiques et les biais d'attribution pour expliquer quand et pourquoi les individus agissent comme des « avares cognitifs, ».
Le terme d'« avare cognitif » a été introduit pour la première fois par Susan Fiske et Shelley Taylor (en) en 1984. Ce concept joue un rôle central dans la théorie de la cognition sociale et a influencé d'autres disciplines comme l'économie et la science politique.

« Les individus ont une capacité limitée à traiter l'information, ils prennent donc des raccourcis dès qu'ils le peuvent. »

— Susan Fiske et Shelley Taylor.

## Hypothèse de base
La métaphore de l'avare cognitif repose sur l'idée que l'esprit humain est limité en temps, connaissances, attention et ressources cognitives. En général, les individus ne pensent pas de manière rationnelle ou prudente, mais utilisent des raccourcis cognitifs pour tirer des conclusions et former des jugements,. Ces raccourcis incluent l'utilisation de schémas, scripts, stéréotypes et autres stratégies perceptuelles simplifiées au lieu d'une réflexion approfondie. Par exemple, les individus ont tendance à raisonner de manière correspondante, croyant souvent que les comportements reflètent des caractéristiques stables de la personne.

## Contexte historique

### Le scientifique naïf et la théorie de l'attribution
Avant la théorie de l'avare cognitif de Fiske et Taylor, le modèle prédominant en cognition sociale était celui du « scientifique naïf ». Proposée en 1958 par Fritz Heider dans The Psychology of Interpersonal Relations, cette théorie soutenait que les humains réfléchissent et agissent avec une « rationalité détachée », engageant des processus de pensée détaillés pour des actions complexes comme pour des actions routinières. Selon ce modèle, les individus pensent comme des scientifiques, bien que naïfs, en mesurant et analysant leur environnement.
Dans ce cadre, les « scientifiques naïfs » cherchent la cohérence et la stabilité, ce qui leur permet d’avoir une vision ordonnée du monde et de maintenir un certain contrôle sur leur environnement. Pour répondre à ces besoins, ils formulent des attributions.
Cette théorie a conduit à l'étude des biais attributionnels, notamment l'erreur fondamentale d'attribution, et a ouvert la voie à la théorie de l'avare cognitif.

## Théorie de l'«avare cognitif»
La vague de recherches sur les biais attributionnels menée par Daniel Kahneman, Amos Tversky et d'autres chercheurs a marqué la fin de la domination du concept de scientifique naïf proposé par Fritz Heider en psychologie sociale. Fiske et Taylor, s'appuyant sur la prévalence des heuristiques dans la cognition humaine, ont développé la théorie de l'avare cognitif. Cette théorie, qui unifie les approches sur la prise de décision ad hoc, suggère que les humains adoptent des processus de pensée économiquement rationnels, évitant d'agir comme des scientifiques qui évaluent rationnellement les coûts et les bénéfices, testent des hypothèses et ajustent leurs attentes sur la base de résultats expérimentaux quotidiens.
En d'autres termes, les humains tendent à fonctionner comme des avares cognitifs, utilisant des raccourcis mentaux pour évaluer et prendre des décisions, même sur des sujets complexes ou importants. Fiske et Taylor soutiennent qu’il est rationnel d’agir ainsi face à la quantité et à l’intensité des informations et stimuli que les humains doivent traiter,.
Face à leurs capacités limitées de traitement de l’information, les individus adoptent des stratégies pour simplifier des problèmes complexes. Les avares cognitifs agissent de deux façons principales : en ignorant une partie des informations pour réduire leur charge cognitive, ou en surutilisant certaines informations pour éviter de rechercher et de traiter davantage de données.
D'autres psychologues soutiennent que cette tendance constitue une des raisons principales pour lesquelles « les humains sont souvent moins rationnels » Selon cette vision, l'évolution a optimisé l'utilisation des ressources cognitives pour économiser l'énergie mentale, même dans des situations exigeant une réflexion approfondie.

### Implications
La théorie de l'avare cognitif soulève des questions importantes sur la cognition et le comportement humain. Elle explique non seulement la simplification des tâches analytiques complexes, mais aussi la manière dont les individus traitent des enjeux inconnus ou d'une grande importance,.

#### Politique
Le comportement des électeurs dans les démocraties illustre bien l’application de la théorie de l'avare cognitif. Ce modèle suggère que les experts d’un domaine utilisent des heuristiques de manière plus efficace pour traiter l’information et prendre des décisions.
Toutefois, comme le notent Lau et Redlawsk, l’emploi d’heuristiques produit des résultats très différents selon le niveau d’information des électeurs. Ils écrivent : « Les heuristiques cognitives sont utilisées par presque tous les électeurs, en particulier dans des situations de choix complexes... leur utilisation améliore généralement la probabilité d'un vote correct chez les experts politiques, mais diminue cette probabilité chez les novices. ». Ainsi, dans une démocratie, où chaque vote a le même poids, les choix des électeurs peu informés, fonctionnant comme des avares cognitifs, peuvent avoir des conséquences importantes pour la société.
Samuel Popkin propose que les électeurs utilisent des raccourcis rationnels, tels que des informations personnelles ou des perceptions glanées lors des campagnes, pour évaluer les candidats et faciliter leurs choix électoraux.

#### Économie
Dans le cadre de la théorie des jeux, les avares cognitifs peuvent contribuer à des dilemmes tel que le dilemme du prisonnier. Pour économiser de l'énergie cognitive, ils supposent souvent que les autres leur ressemblent. Ainsi, les coopérateurs habituels s'attendent à ce que les autres coopèrent, tandis que les déserteurs s'attendent à ce que les autres fassent de même.

### Communication de masse
Le manque de soutien public envers les techniques émergentes est souvent attribué à un déficit d'informations pertinentes et à une faible littératie scientifique parmi la population. Connu sous le nom de « modèle du déficit de connaissances » (knowledge deficit model), ce point de vue repose sur l'idée que l'éducation et la promotion de la littératie scientifique pourraient augmenter le soutien public à la science. Selon ce modèle, la communication scientifique devrait se concentrer sur l'amélioration de la culture scientifique du public,. Cependant, la relation entre l'information et les attitudes envers les questions scientifiques n'est pas toujours confirmée empiriquement,.

#### Rationalité à faible information
En se basant sur l'idée que les êtres humains sont économes cognitivement parlant et cherchent à minimiser les coûts cognitifs, la notion de « rationalité à faible information » (low-information rationality) a été introduite comme une alternative empirique pour expliquer la prise de décision et la formation des attitudes. Au lieu de s'appuyer sur une compréhension approfondie des sujets scientifiques, les individus prennent des décisions basées sur des raccourcis ou heuristiques, tels que des préjugés idéologiques ou des signaux des médias de masse, en raison de leur tendance à utiliser seulement l'information strictement nécessaire,. Plus un individu est inexpérimenté sur un sujet, plus il est susceptible de recourir à ces raccourcis.
La théorie des avares cognitifs a des implications pour la persuasion publique : la formation des attitudes résulte d'une compétition entre les systèmes de valeurs des individus et la manière dont les discours publics encadrent une question donnée. La théorie du cadrage (framing theory (en)) suggère que le même sujet peut entraîner des interprétations différentes selon la manière dont il est présenté. Le changement d'attitude des audiences est étroitement lié au reframing (reformulation ou recadrage) des questions. Une communication efficace peut être atteinte lorsque les médias fournissent des raccourcis cognitifs compatibles avec les schémas mentaux sous-jacents du public.

### Évaluation des risques
La métaphore des avares cognitifs aide à comprendre les biais dans l’évaluation des risques, c’est-à-dire la probabilité qu’un événement indésirable survienne. Les individus utilisent divers raccourcis pour juger la probabilité d’un événement, car ces heuristiques fournissent souvent des réponses rapides et généralement exactes,. Cependant, certaines erreurs peuvent passer inaperçues. Un exemple illustrant cette manière de penser dans le contexte de l'évaluation des risques est l'accident de la plateforme pétrolière Deepwater Horizon :
- Les individus ont du mal à imaginer comment de petites défaillances peuvent s'accumuler pour former une catastrophe ;
- Ils s'habituent inconsciemment aux risques lorsqu'une situation semble stable ;
- Ils tendent à avoir une foi excessive dans les systèmes de secours et dispositifs de sécurité ;
- Ils associent souvent des systèmes techniques complexes à des structures de gouvernance complexes ;
- Ils préfèrent partager les bonnes nouvelles et cacher les mauvaises nouvelles ;
- Ils ont tendance à penser de manière similaire s’ils travaillent dans le même domaine (cf. la « Chambre d'écho »).

### Psychologie
La théorie des avares cognitifs éclaire également la « théorie des processus doubles » en psychologie. Celle-ci propose que l'esprit humain utilise deux types de processus cognitifs : intuitif (système 1) et raisonné (système 2). Daniel Kahneman décrit le système 1 comme étant automatique et rapide, alors que le système 2 est délibéré et nécessite un effort mental,.
Le système 1 génère des impressions et des intuitions que le système 2 peut accepter ou modifier. Cependant, lorsque tout se passe sans problème, le système 2 adopte souvent sans réserve les suggestions du système 1, laissant la porte ouverte à des biais. Une surveillance accrue du système 2, bien que coûteuse en effort cognitif, est donc nécessaire pour prévenir les erreurs.

## Limites: omission du rôle de la motivation
La théorie de l'avare cognitif n'a pas initialement pris en compte le rôle de la motivation dans les processus cognitifs. Dans les recherches ultérieures de Susan T. Fiske, cette omission a été reconnue, notamment en ce qui concerne l'intention dans cette métaphore. Il a été démontré que la motivation influence l'activation et l'utilisation des stéréotypes et des préjugés.

## Évolutions et recherches ultérieures: le «tacticien motivé»
Les individus utilisent souvent des raccourcis heuristiques pour prendre des décisions. Cependant, ces raccourcis, bien qu’efficaces sur le plan de la rapidité ou de la simplicité, sont parfois moins précis que des processus cognitifs plus réfléchis. Il serait donc nécessaire de définir des paramètres permettant de choisir le raccourci le plus approprié.
Kruglanski propose que les individus sont une combinaison de scientifiques naïfs et d'avares cognitifs. Selon cette approche, les êtres humains sont des penseurs sociaux flexibles qui choisissent entre plusieurs stratégies cognitives (rapides et faciles contre précises et logiques) en fonction de leurs objectifs, de leurs motivations et de leurs besoins.
Les modèles plus récents remettent en question l'idée que les approches de l'avare cognitif et du scientifique naïf soient des pôles rigides de la cognition sociale. À la place, Susan Fiske, Shelley Taylor, Arie W. Kruglanski et d'autres psychologues sociaux ont introduit la théorie du « tacticien motivé ». Selon cette théorie, les individus choisissent entre des raccourcis cognitifs ou des analyses approfondies en fonction du contexte et de la pertinence d'un problème. En d'autres termes, cette approche suggère que les humains sont à la fois des scientifiques naïfs et des avares cognitifs. Les individus sont stratèges, et leur allocation des efforts cognitifs dépend de leurs objectifs : ils peuvent donc décider de se comporter comme des scientifiques naïfs ou comme des économes cognitifs selon les circonstances.